# 行政車
行政车（Executive car）是一个英国汽车术语，等同于欧洲大陆的E级车、美国的大型车。Euro NCAP也会使用这个术语。

## 历史
这个词出现于1960年代，目标是中高端客户，注重舒适性。1990年代以前，“行政车”指的都是四门轿车，但后来一些厂商也开始用这个词指旅行车、敞篷车、跑车等各种车型